# Scutiger
Scutiger là một chi động vật lưỡng cư trong họ Megophryidae, thuộc bộ Anura. Chi này có 19 loài và 53% bị đe dọa hoặc tuyệt chủng.